# Петрівський Степан Петрович
Степа́н Петро́вич Петрі́вський — рядовий, Міністерство внутрішніх справ України, добровольчий спецбатальйон міліції особливого призначення «Шторм».

## Життєпис
Народився 1992 року в селі Сушиця (Старосамбірський район, Львівська область). Виростав разом із братом-близнюком Іваном. Закінчив Тершівську ЗОШ, навчався у Нижанковицькому професійному ліцеї. В 2009—2011 роках пройшов строкову службу у лавах ЗСУ. Студент 6-го курсу геологічного факультету Львівського університету.
З травня 2014 року доброволець — але мамі не розповідав. Брав участь у боях за Сватове, Новий Айдар, Щастя. Отримав короткотермінову відпустку — встиг здати іспити і отримати диплом бакалавра. 23 серпня 2014-го прибув на передову під час чергової ротації.
Загинув при обстрілі терористами блокпосту українських сил — поблизу смт Георгіївка, що під Луганськом.
Похований в селі Сушиця 29 серпня 2014-го. Односельчани зустрічали загиблого Степана на колінах із лампадками й запаленими свічками під зливою.

## Нагороди та вшанування
- 29 вересня 2014 року — за особисту мужність і героїзм, виявлені у захисті державного суверенітету та територіальної цілісності України, вірність військовій присязі під час російсько-української війни, відзначений — нагороджений орденом «За мужність» III ступеня (посмертно).
- У Тершівській ЗОШ в травні 2016 року відкрито й освячено меморіальну дошку випукнику Степану Петрівському.
- Його портрет розміщений на меморіалі «Стіна пам'яті полеглих за Україну» у Києві: секція 3, ряд 8, місце 11
- Вшановується 24 серпня на щоденному ранковому церемоніалі вшанування українських захисників, які загинули цього дня у різні роки внаслідок російської збройної агресії[1]
- 17 квітня 2019 року на геологічному факультеті ЛНУ ім. І. Франка відбулося урочисте відкриття меморіальної аудиторії імені Степана Петрівського[2]